# سدن (علم النبات)

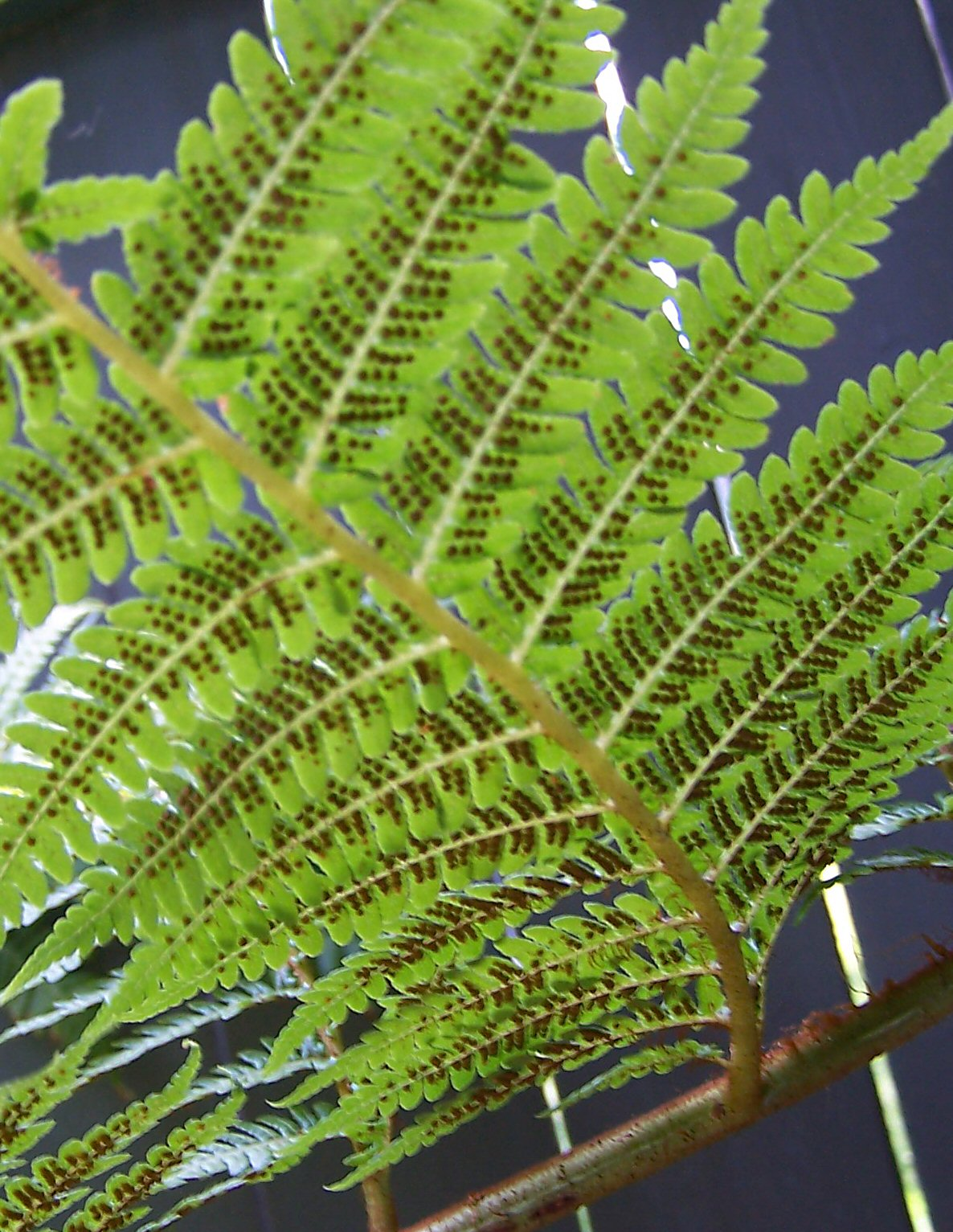
الوجه الأسفل من سعفة خصبة لسرخس شجري. كل هيكل بني دائري هو سدن.

السَّدن هو ثني خبائي في أوراق السرخس يحضن الأكياس البوغية أو الذكائم (هياكل تنتج وتحتوي على أبواغ) يوجد في السراخس والفطريات.